# Palmiano
Palmiano – miejscowość i gmina we Włoszech, w regionie Marche, w prowincji Ascoli Piceno.
Według danych na styczeń 2009 gminę zamieszkiwały 203 osoby przy gęstości zaludnienia 16,2 os./1 km².